# Premio Dr. Fritz Todt
Il premio "Dr. Fritz Todt" (in tedesco Dr.-Fritz-Todt-Preis) fu un riconoscimento istituito da Adolf Hitler il 12 novembre 1943 in memoria del ministro Fritz Todt, per premiare quei tedeschi che si fossero particolarmente distinti nel campo dell'industria bellica.

## Inquadramento storico
Fritz Todt appartenne al novero dei principali capi del Partito nazista: Adolf Hitler lo considerò sempre una delle persone chiave dell'apparato, conferendogli personalmente degli incarichi di altissimo livello e delle competenze che spesso si sovrapponevano a quelle di altri ministeri del Terzo Reich: a luglio del 1933 fu nominato Generalinspektor für das deutsche Straßenwesen (Ispettore generale per le strade tedesche), ed in questo particolare ruolo fu il principale fautore dello sviluppo delle autostrade tedesche (Reichsautobahnen). Successivamente, venne nominato Leiter des Hauptamts für Technik in der Reichsleitung der NSDAP (Direttore dell'ufficio centrale per l'ingegneria nella direzione generale del Partito Nazionalsocialista) e Generalbevollmächtigter für die Regelung der Bauwirtschaft (Commissario generale per la regolamentazione delle costruzioni industriali): i suoi ordini erano considerati immediatamente esecutivi senza necessità di ottenere ulteriori approvazioni.
Nel 1938 creò l'Organizzazione Todt, che nel corso del tempo divenne il più importante agglomerato industriale del Reich, utilizzando oltre 1,4 milioni di lavoratori, in gran parte deportati e prigionieri di guerra. Lo stesso anno, per lo sviluppo dei progetti autostradali ricevette il Premio nazionale tedesco per l'arte e la scienza, che a partire dall'anno precedente era divenuto una sorta di premio Nobel tedesco.
Il 17 marzo 1940 Todt fu nominato Reichsminister für Rüstung- und Kriegsproduktion (Ministro per gli armamenti e la produzione di guerra): un ruolo di enorme importanza e responsabilità, che lo rafforzò vieppiù nel suo potere, per quanto entrasse in ripetuti contrasti col comando della Wehrmacht e con Hermann Göring.
L'8 febbraio 1942, di ritorno da un incontro con Hitler nella Wolfsschanze (Tana del lupo) a Rastenburg, il suo aereo esplose al decollo e cadde al suolo, uccidendo tutti gli occupanti. Al suo posto venne nominato Albert Speer, che diede ulteriore impulso alla produzione bellica.
Fritz Todt venne celebrato ancor più di quanto accadde in vita. Hitler l'11 febbraio istituì l'Ordine tedesco come principale decorazione personale, di partito e statale, e la concesse a Todt post mortem. L'anno successivo - e precisamente il 12 novembre 1943 - Hitler creò un premio speciale intitolato a Fritz Todt (Dr.-Fritz-Todt-Preis), per onorare le persone che nel campo industriale avessero contribuito in maniera significativa allo sforzo bellico.

## Conferimento
La decorazione venne concepita in tre gradi, ognuno dei quali accompagnato da un premio in denaro:
- Oro - 50.000 Reichsmark
- Argento - 30.000 Reichsmark
- Acciaio - 10.000 Reichsmark

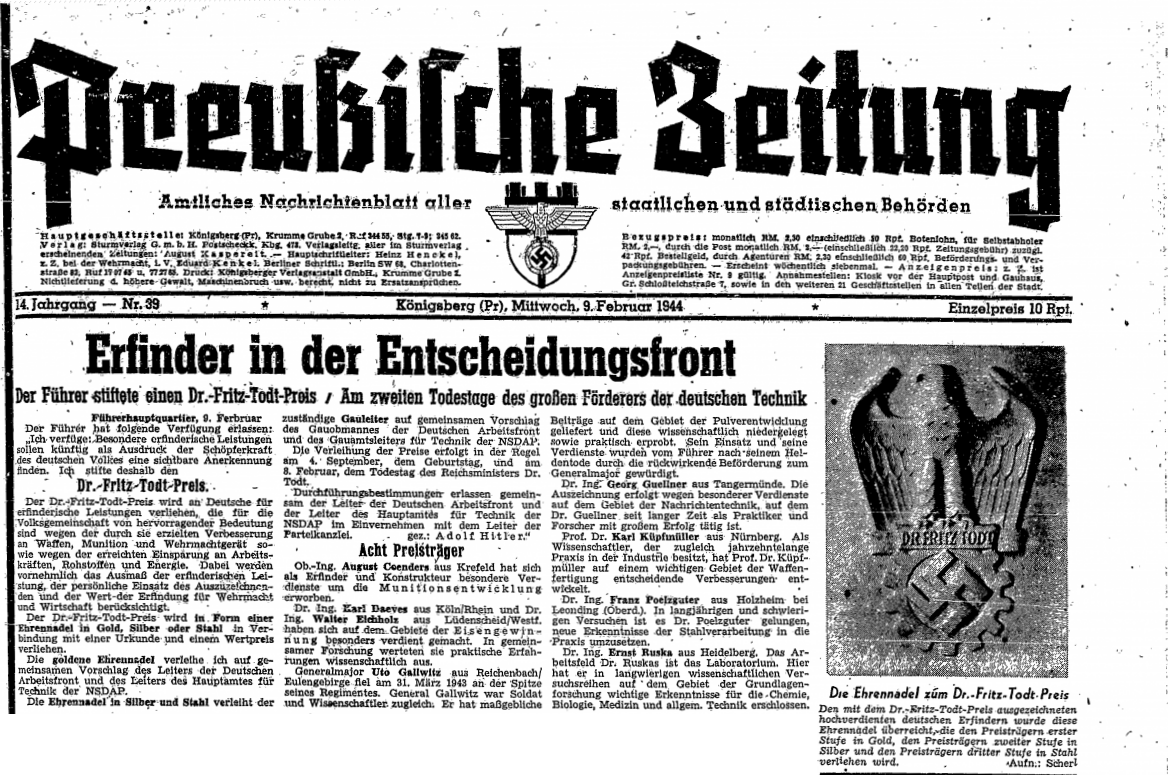
In occasione del primo conferimento del Premio "Dr. Fritz Todt" (8 febbraio 1944), il Preußische Zeitung presentò ufficialmente la decorazione in prima pagina

Il grado dipendeva dalla significatività delle invenzioni o degli sviluppi o più in generale del contributo allo sforzo bellico messo in opera dal premiato. Considerate le somme - che ne fecero il secondo premio civile tedesco con conferimento di denaro unitamente alla decorazione, dopo il Premio nazionale tedesco per l'arte e la scienza - è da ritenere che il Premio "Dr. Fritz Todt" fosse considerata la più alta onorificenza tedesca dedicata specificamente al lavoro, superiore al premio Pioniere del lavoro.
Il grado in oro veniva concesso direttamente da Hitler, a seguito di contemporanea indicazione ed approvazione del Dipartimento tecnologico del Partito Nazionalsocialista e del comandante del Fronte tedesco del lavoro (Deutsche Arbeitsfront, DAF), Robert Ley. I gradi in argento e acciaio venivano invece conferiti dal Gauleiter della ragione di appartenenza del decorato, a seguito di contemporanea indicazione ed approvazione del Gauobmann (Capo del Gau) del DAF e del Gauamtsleiter (Comandante del Gau) del Dipartimento tecnologico del Partito Nazionalsocialista.
Si stabilì che il premio venisse conferito due volte all'anno: il 4 settembre - data di nascita di Todt - e l'8 febbraio - data della morte. I primi premi nella classe in oro vennero consegnati direttamente da Ley l'8 febbraio 1944.
Non si conosce il numero esatto dei decorati, ma di sicuro la classe in oro rimase appannaggio di un ristretto numero di persone. I nomi noti per il grado più elevato del Premio "Dr. Fritz Todt" sono i seguenti
- Dipl.-Ing. August Coenders (inventore o sviluppatore di alcune nuove armi tedesche, quali il supercannone V3)
- Dr.-Ing. Karl Daeves (autore di una serie di studi sull'acciaio e sul cromo per le applicazioni belliche)
- Dr.-Ing. Walter Eichholz (inventore di una serie di applicazioni per ceramiche speciali)
- Generalmajor Dr.-Ing. Uto Gallwitz (comandante del Dipartimento balistico dell'ufficio munizioni dell'esercito. Ucciso in battaglia il 31 marzo 1943, venne premiato post mortem l'8 febbraio 1944)
- Dr.-Ing. Georg Güllner (lavorò nel campo delle telecomunicazioni, sviluppando nuove tecniche)
- Prof. Dr.-Ing. Karl Küpfmüller (ingegnere elettronico, sviluppò il campo delle telecomunicazioni, dell'acustica e delle elettrotecnologie)
- Dr.-Ing. Franz Pölzguter (studioso dei metalli)
- Dr.-Ing. Ernst Ruska (fisico, nel 1986 vinse il Premio Nobel)

## Descrizione
La decorazione si presenta sotto forma di spilla metallica. Un'aquila tedesca frontale ad ali spiegate poggia s'un cartiglio con incisa in rilievo nella parte centrale in caratteri capitali latini la scritta "DR. FRITZ TODT". Il tutto posa s'una svastica inscritta in una ruota dentata, simbolo del Deutsche Arbeitsfront. Al verso, un robusto fermaglio di forma appiattita permette di appuntare la spilla alla giacca. Sempre al verso, in alcuni casi sono presenti dei numeri o delle sigle, rappresentanti vuoi la data di conferimento, vuoi il numero seriale, vuoi ancora il codice del fabbricante.
La spilla misura 65–68 mm di altezza per 41–43 mm di larghezza nei suoi punti più ampi.
La decorazione veniva consegnata all'interno di un elegante astuccio quadrato in similpelle con chiusura a scatto ed interno in velluto e raso, unitamente ad un elaborato diploma.
Nel mercato del collezionismo sono presenti delle varianti con scritte posizionate in modo diverso, smalti sulla svastica o altri particolari difformi, in buona parte considerati dei falsi. Data l'estrema rarità dei manufatti nella classe maggiore, i pezzi originali sono molto costosi e ricercati.